# Vulfard de Saint-Martin
Vulfard est un abbé de Saint-Martin de Tours et un ambassadeur de Pépin le Bref et de Charlemagne, mentionné dans la documentation entre 758 et 774, sans doute mort peu après.
Il est mentionné dans quatre lettres du pape Paul Ier : la première datée de 758 et adressée à Pépin le Bref, où le pontife relate le fait que le roi lui a envoyé Vulfardus pour lui apporter le linge baptismal de sa fille Gisèle ; la seconde datée de 763 et adressée aux fils de Pépin, Charles et Carloman, réponse à une lettre des princes par laquelle ils s'excusaient de ne pas lui avoir fait parvenir des cadeaux par l'entremise de deux missi tous deux abbés, qui étaient Droctegangus (abbé de Jumièges) et Vulfardus ; la troisième datée de fin 763 ou début 764, par laquelle le pape, profitant du retour en Gaule de Droctegangus et Vulfardus, demande au roi Pépin des nouvelles de sa guerre contre Waïfre, duc d'Aquitaine ; la quatrième datée sans doute de fin 765 et adressée à Pépin, répondant à une lettre du roi portée par une ambassade dirigée par Vulfard qui informait le pape des résultats d'une mission à Byzance, et dans laquelle le pontife annonce au roi qu'il retient un moment à Rome Vulfard et un de ses compagnons « pro utilitatibus sanctæ nostræ ecclesiæ ».
L'abbé Vulfard est encore envoyé à Rome par Charlemagne en 773 en compagnie d'un évêque Georges. Le 16 juillet 774, à Pavie, capitale du royaume des Lombards qui vient d'être prise, Charlemagne et son épouse Hildegarde font un don de biens fonciers italiens à l'abbaye de Saint-Martin dirigée par l'abbé « Gulfardus », qui est sans doute présent auprès d'eux.
Deux chroniques mentionnent Vulfard à propos d'un épisode de la guerre entre Pépin le Bref et le duc Waïfre qui eut lieu en 765 : le comte de Poitiers Ammanugus, ayant envahi la Touraine, est défait et tué par « les hommes de Vulfard, abbé de Saint-Martin ».
Un diplôme de Charlemagne en faveur du monastère Saint-Martin, daté du 10 mai 775, mentionne l'abbé Ithier, successeur de Vulfard. On suppose donc que celui-ci était mort à cette date. 